# The Third Reich 'n' Roll
Albums de The Residents
Meet the Residents
(1974) Fingerprince
(1976)
The Third Reich 'n' Roll est un album des Residents sorti en 1976. Il se compose de deux longues pistes qui mélangent des versions déformées et réenregistrées de standards du rock des années 1960.
Sa pochette représente le présentateur Dick Clark en uniforme nazi, entouré de svastikas et de petits Adolf Hitler. Censurée en Allemagne, une version alternative est sortie spécialement pour ce pays : toutes les références au nazisme sont barrées d'un autocollant « Censored ». Étant donné le très grand nombre de ces références, la pochette est presque entièrement couverte par ces « Censored ».
La réédition de l'album au format CD, en 1988, inclut quatre pastiches supplémentaires, parus en single à la même époque : une reprise des Rolling Stones couplée à un titre original, et un medley de titres des Beatles (Beyond the Valley of a Day in the Life) couplé à une reprise de l'instrumental Flying.

## Titres

### Face 1
1. Svastikas on Parade – 17:30
  - Let's Twist Again, version en allemand (Chubby Checker)
  - Land of a Thousand Dances (Cannibal & The Headhunters)
  - Hanky Panky (Tommy James & The Shondells)
  - A Horse with No Name (America)
  - Double Shot of My Baby's Love (The Swingin' Medallions)
  - The Letter (The Box Tops)
  - Psychotic Reaction (Count Five)
  - Hey, Little Girl (Syndicate of Sound)
  - Papa's Got a Brand New Bag, version en allemand (James Brown)
  - Talk Talk (The Music Machine)
  - I Want Candy (The Strangeloves)
  - To Sir, With Love (Lulu)
  - Telstar (The Tornados)
  - Wipe Out (The Surfaris)
  - Heroes and Villains (The Beach Boys)

### Face 2
1. Hitler Was a Vegetarian – 18:27
  - Judy in Disguise (With Glasses) (John Fred & His Playboy Band)
  - 96 Tears (? and the Mysterians)
  - It's My Party (Lesley Gore)
  - Light My Fire (The Doors)
  - Ballad of the Green Berets (Sgt. Barry Sadler)
  - Yummy Yummy Yummy (Ohio Express)
  - Rock Around the Clock (Bill Haley & The Comets)
  - Pushin' Too Hard (The Seeds)
  - Good Lovin' (The Rascals)
  - Gloria (Them)
  - In-A-Gadda-Da-Vida (Iron Butterfly)
  - Sunshine of Your Love (Cream)
  - Hey Jude (The Beatles)
  - Sympathy for the Devil (The Rolling Stones)

### Titres bonus (réédition CD)
1. (I Can't Get No) Satisfaction – 4:30
2. Loser = Weed – 2:09
3. Beyond the Valley of a Day in the Life – 3:56
4. Flying – 3:22

## Musiciens
- The Residents : voix, tous instruments
- Pamela Zeibak : voix
- Peggy Honeydew : voix
- Gary from Beserkely : guitare